# Jim Slater (Eishockeyspieler)
James Parker „Jim“ Slater (* 9. Dezember 1982 in Petoskey, Michigan) ist ein ehemaliger US-amerikanischer Eishockeyspieler und derzeitiger -trainer, der im Verlauf seiner aktiven Karriere zwischen 1998 und 2019 unter anderem 592 Spiele für die Atlanta Thrashers und Winnipeg Jets in der National Hockey League (NHL) auf der Position des Centers bestritten hat. Darüber hinaus absolvierte Slater, der mit der US-amerikanischen Nationalmannschaft an den Olympischen Winterspielen 2018 teilnahm, weitere 182 Partien für den Genève-Servette HC und Fribourg-Gottéron in der Schweizer National League (NL). Sein Vater Bill Slater war professioneller American-Football-Spieler und in der National Football League (NFL) für die Minnesota Vikings und New England Patriots aktiv.

## Karriere

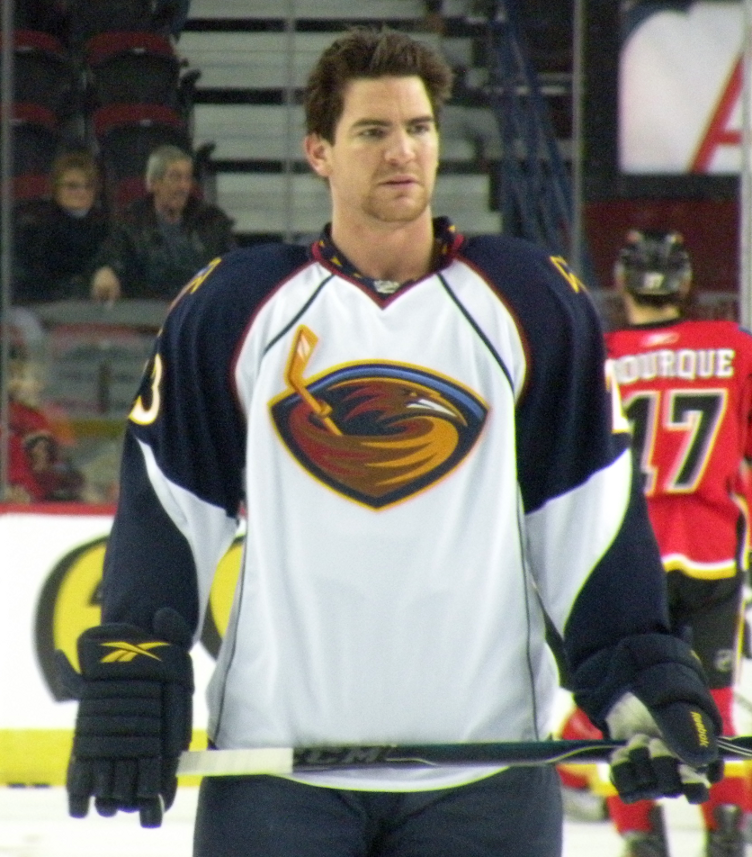
Slater im Trikot der Atlanta Thrashers

Slater wurde während des NHL Entry Draft 2002 in der ersten Runde als insgesamt 30. Spieler von den Atlanta Thrashers aus der National Hockey League (NHL) ausgewählt. Zuvor hatte er bereits drei Jahre lang in der North American Hockey League bei den Cleveland Jr. Barons gespielt. Im Anschluss an den Draft war der Angreifer weitere drei Jahre bis 2005 für die Michigan State University aktiv, für die er seit 2001 in der Central Collegiate Hockey Association (CCHA), einer Division im Spielbetrieb der National Collegiate Athletic Association (NCAA), auflief.
Im Sommer 2005 wurde Slater von den Thrashers in ihren NHL-Kader berufen. Obwohl er im Eröffnungsspiel Atlantas zum Kader gehörte, wurde er zunächst an deren Farmteam aus der American Hockey League (AHL), die Chicago Wolves, abgegeben. Nach zwei Punkten in vier Spielen für die Wolves durfte er die gesamte restliche Spielzeit bei den Thrashers verbringen. In den folgenden drei Jahren entwickelte er sich zum Stammspieler und erreichte mit seiner Mannschaft in der Saison 2006/07 erstmals die Playoffs. Slater blieb dem Franchise auch nach der Umsiedlung der Thrashers ins kanadische Winnipeg im Jahr 2011 erhalten und absolvierte in der Spielzeit 2013/14 im Trikot der Winnipeg Jets sein 500. NHL-Spiel.
Nach der Saison 2014/15 und insgesamt zehn Jahren in der Organisation der Thrashers bzw. Jets wechselte der US-Amerikaner nach Europa und unterzeichnete einen Einjahresvertrag mit Option beim Genève-Servette HC aus der Schweizer National League A (NLA). Nach zwei Jahren bei Servette wechselte Slater im Sommer 2017 innerhalb der NLA zu Fribourg-Gottéron. Im September 2019 beendete Slater im Alter von 36 Jahren seine Karriere und wurde auf ehrenamtlicher Basis einer der Assistenztrainer an seiner Alma Mater, der Michigan State University. Gleichzeitig arbeitete er im Trainerstab der Washington Capitals aus der NHL. Im Sommer 2021 beendete er die Tätigkeit an der Michigan State nach zwei Jahren.

### International
Für sein Heimatland nahm Slater im Juniorenbereich mit der US-amerikanischen U20-Nationalmannschaft an der U20-Junioren-Weltmeisterschaft 2002 in Tschechien teil. In sieben Turnierspielen steuerte er dabei fünf Scorerpunkte zum Erreichen des fünften Platzes teil. A-Nationalmannschaft vertrat der Angreifer bei den Weltmeisterschaften 2006 in der lettischen Landeshauptstadt Riga sowie 2012 im finnischen Helsinki und schwedischen Stockholm. Darüber hinaus gehörte Slater zum US-amerikanischen Aufgebot bei den Olympischen Winterspielen 2018 im südkoreanischen Pyeongchang. Bei allen drei Turnieren belegte er mit dem Team im Endklassement den siebten Rang.

## Erfolge und Auszeichnungen
| - 2000 NAHL First All-Star Team - 2001 NAHL First All-Star Team - 2002 CCHA All-Rookie Team | - 2003 CCHA First All-Star Team - 2004 CCHA First All-Star Team - 2004 NCAA West Second All-American Team |

## Karrierestatistik

### International
Vertrat die USA bei:
- U20-Junioren-Weltmeisterschaft 2002
- Weltmeisterschaft 2006
- Weltmeisterschaft 2012
- Olympischen Winterspielen 2018

(Legende zur Spielerstatistik: Sp oder GP = absolvierte Spiele; T oder G = erzielte Tore; V oder A = erzielte Assists; Pkt oder Pts = erzielte Scorerpunkte; SM oder PIM = erhaltene Strafminuten; +/− = Plus/Minus-Bilanz; PP = erzielte Überzahltore; SH = erzielte Unterzahltore; GW = erzielte Siegtore; 1 Play-downs/Relegation; Kursiv: Statistik nicht vollständig)